# 長洲郵便局
長洲郵便局（ながすゆうびんきょく）
- 熊本県玉名郡長洲町にある郵便局。局番号は71053。
- 大分県宇佐市にある郵便局。本記事にて記述する。

長洲郵便局（ながすゆうびんきょく）は大分県宇佐市にある郵便局。民営化前の分類では集配普通郵便局であった。

## 概要
住所：〒872-8799 大分県宇佐市長洲678-3
民営化直前の集配業務再編において、多くの集配普通郵便局は統括センターとなったが、当局は配達センターとされたため、民営化後も郵便事業株式会社の支店は併設されず、集配センターが併設された。なお宇佐市内では、民営化以前は集配特定郵便局であった四日市郵便局が統括センターとされたため、民営化後に郵便事業株式会社の支店はそちらに併設された。

## 沿革
- 1883年（明治16年）5月1日 - 長洲郵便局（五等）として開設[1]。
- 1893年（明治26年）2月1日 - 長洲郵便電信局となる。
- 1903年（明治36年）4月1日 - 通信官署官制の施行に伴い長洲郵便局となる。
- 1956年（昭和31年）9月 - 局舎新築落成。
- 1958年（昭和33年）12月16日 - 和間郵便局から電話交換事務の取扱を移管[2]。
- 1962年（昭和37年）9月16日 - 和間郵便局から集配業務の一部[3]を移管。
- 1962年（昭和37年）11月1日 - 特定郵便局から普通郵便局に局種別改定。
- 1968年（昭和43年）10月27日 - 電話交換、和文電報配達、欧文電報受付・配達、国際電報受付・配達の各業務を長洲電報電話局に移管。
- 1997年（平成9年）4月5日 - 長洲蜷木簡易郵便局の一時閉鎖[4]に伴い、取扱事務を引き継ぐ。
- 2000年（平成12年）8月14日 - 外国通貨の両替および旅行小切手の売買に関する業務取扱を開始。
- 2007年（平成19年）10月1日 - 民営化に伴い、併設された郵便事業宇佐四日市支店長洲集配センターに一部業務を移管。
- 2012年（平成24年）10月1日 - 日本郵便株式会社発足に伴い、郵便事業宇佐四日市支店長洲集配センターを長洲郵便局に統合。
- 2018年（平成30年）10月9日 - 宇佐郵便局から集配業務を移管。

## 取扱内容
- 郵便、印紙、ゆうパック、内容証明
- 貯金、為替、振替、振込、国際送金、国債、投資信託
- 生命保険、バイク自賠責保険、自動車保険
- 地方公共団体事務（宇佐市入場券の販売）
- ゆうちょ銀行ATM
- 宇佐市内の一部地域の集配業務

## 周辺
- 宇佐市役所長洲出張所
- 宇佐市立長洲小学校
- 駅館川

## アクセス
- JR日豊本線 豊前長洲駅から徒歩約12分
- 大交北部バス 長洲支所前停留所下車
- 宇佐別府道路 宇佐ICから北東へ約9km
- 駐車場あり：12台